# Biserica carolingiană
Termenul de biserică carolingiană face referire la totalitatea practicilor și instituțiilor adoptate în timpul Dinastiei Carolingiene (751 - 888) în Imperiul Carolingian privitor la Biserica creștină.